# Dharamsala
Dharamsala of Dharmsāla, (Hindi: धर्मशाला; letterlijk; "Rusthuis") is de winterhoofdstad van de Indiase staat Himachal Pradesh. De stad is het bestuurlijke centrum van het district Kangra en telt ongeveer 19.000 inwoners, waaronder enkele duizenden Tibetaanse ballingen.
De status van hoofdstad werd Dharamsala in 2017 geschonken. Shimla bleef echter de zomerhoofdstad van Himachal Pradesh.

## Geschiedenis
In 1848 werd het gebied geannexeerd door de Britten en een jaar later werd er een militair garnizoen gesticht. In 1852 werd het de hoofdstad van het district Kangra en een populair vakantieoord voor de in Delhi woonachtige Britten, die afkoeling zochten in de hete zomers.

### Militair kwartier van de Gurka's
In 1860 werd de 66e Gurka Light Infantry verplaatst naar Dharamsala. Het bataljons werd later hernoemd naar de gedenkwaardige 1e Gorkha Rifle die het begin hadden ingeluid van de heldhaftige daden van de gurka's. Bijgevolg groeiden er veertien gurka-plaatsen uit deze nederzetting: Dari, Ramnagar, Shyamnagar, Dal, Totarani, Khanyara, Sadher, Chaandmaari, Sallagarhi, Sidhbaari, Yol, en andere. De gurka's noemden Dharamsala Bhagsu en zichzelf Bhagsuwala's. Het militaire kwartier van de gurka's bereikte zijn hoogtepunt toen bataljons uit deze stad geschiedenis schreven in de Tweede Wereldoorlog.
De 2/1e Gorkha Rifle voerde ook belangrijke slagen uit tijdens de Eerste Wereldoorlog en de campagnes in de Noordwestelijke Grensprovincie. De Gorkha Rifles breidden de reeks aan slaperige gehuchten uit in wat de grotere stad Dharamsala werd. De meeste namen komen nog voor uit de terminologie die in de kwartieren gangbaar was, zoals Depot Bazaar, Pensioners lines, Tirah lines (genoemd naar de 19e-eeuwse Slag van Tirah), Bharatpore Lines (genoemd naar de Slag van Bharatpore, 1826), enz.

### Aardbeving van 1905
In 1905 werd de stad tijdens een aardbeving bijna compleet vernietigd, waaronder een groot deel van de kwartieren en de Bhagsunag tempel.
Rond 20.000 mensen kwamen om het leven.
De Britten verplaatsten hierop hun zomerhoofdkwartier naar Shimla, omdat de kans op aardbevingen daar gering is. De gurka's bleven in de stad en droegen een belangrijk deel bij aan de wederopbouw van de stad. Ook tot op heden komen er geregeld kleine aardbevingen in deze regio voor.

### Tibetaanse immigranten
Toen de dalai lama Tenzin Gyatso na de opstand in Tibet van 1959 uit Tibet vluchtte, werd Dharamsala door de Indiase premier Jawaharlal Nehru aangewezen als locatie voor de Tibetaanse regering in ballingschap. Sindsdien wonen er vele duizenden Tibetaanse vluchtelingen, voornamelijk in de nederzetting McLeod Ganj, ook wel Boven Dharamsala genoemd, waar veel Tibetaanse tempels en scholen werden gebouwd. De stad wordt daarom in de volksmond Klein Lhasa genoemd.

## Geografie en klimaat

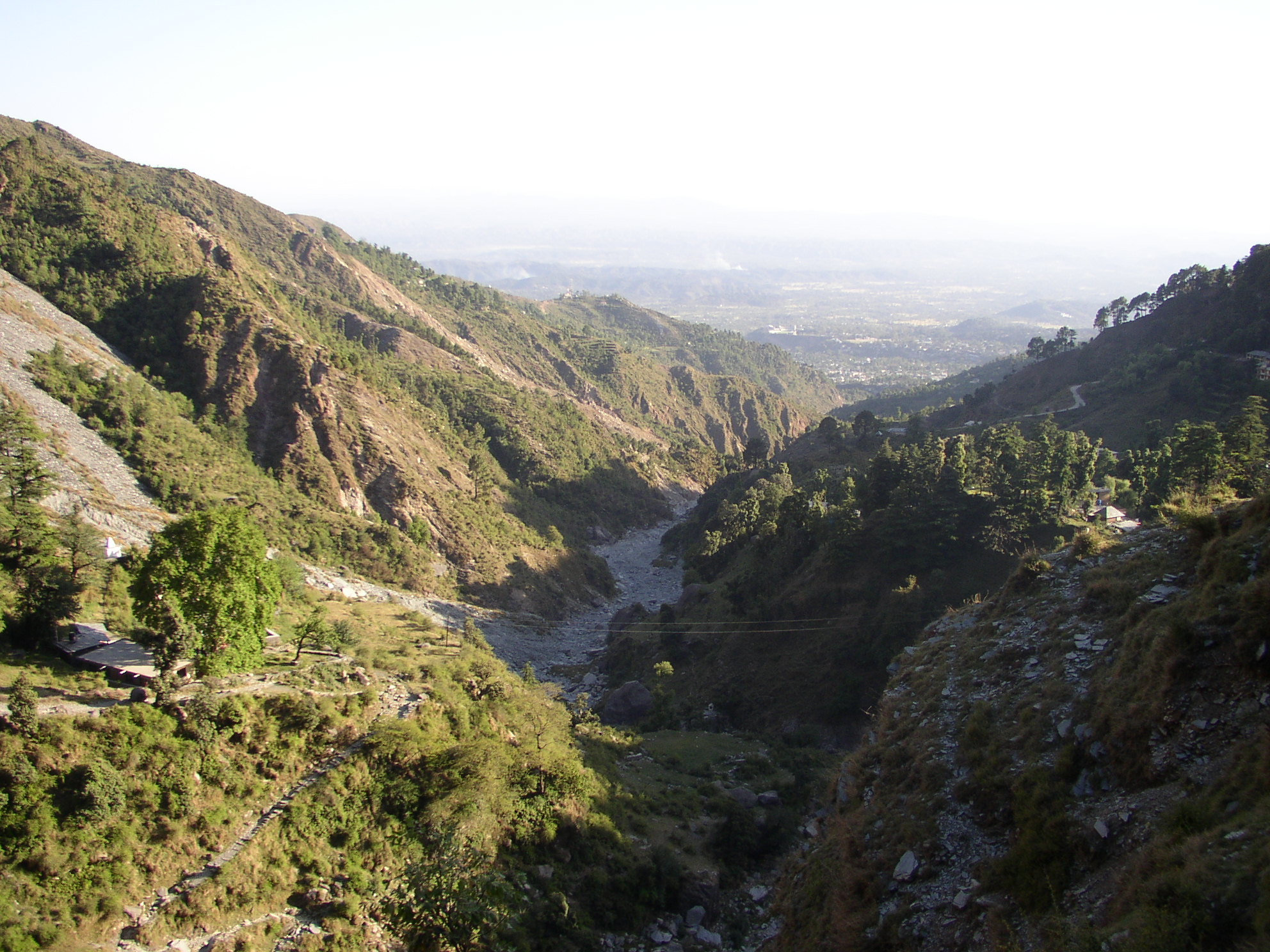
In de verte uitzicht op de Dharamsala-vallei

Dharamsala ligt in de Kangravallei, onder de bergketen van de Dhauladhar. Het is een mooi heuvelachtig gebied met uitgestrekte pijnboom- en cederbossen.
De gemeente Dharamsala is ongeveer 29 km² groot en sneeuwval is in de maanden december en januari gebruikelijk. De gemiddelde temperatuur in de winter is 0 °C tot 14,5 °C en de temperatuur in de zomer is 22 °C tot 38 °C. Maart tot en met juni en september tot en met november zijn de beste periodes om het gebied te bezoeken.
De stad is verdeeld in Boven Dharamsala (McLeod Ganj) en Neder Dharamsala, dat het commerciële centrum van de stad is.

## Verkeer en vervoer
Het meest dichtstbijzijnde vliegveld is Gaggal Airport, ook wel Dharamsala-Kangra Airport genoemd. De dichtstbijzijnde treinstations zijn Kangra en Nagrota die door smalspoor worden bediend. Het dichtstbijzijnde breedspoor-station ligt, is Chakki Bank in Pathankot dat ongeveer op drie uur rijden van Dharamsala verwijderd is. Deze stad is per spoor verbonden met Delhi en andere belangrijke steden in Himachal Pradesh. Luxe bussen met airconditioning doen de stad aan vanuit de belangrijke steden, waaronder Chandigarh, Delhi en Shimla.

## Demografie en bestuur
Volgens de census van 2001 heeft Dharamsala een bevolking van 19.034 inwoners. De populatie is verspreid over 55% mannen en 45% vrouwen. De alfabetiseringsgraad is met 77% hoger dan de nationale gemiddelde van 59,5% en ligt bij mannen op 80% en bij vrouwen op 73%. In Dharamsala is 9% van de bevolking jonger dan zes jaar.
Punjab werd tweemaal gereorganiseerd, waardoor Dharamsala sinds 1 november 1966 onder het bestuur van de Indiase staat Himachal Pradesh valt en sinds 1 september 1972 tot het nieuw gevormde district Kangra behoort. In 1852 werd het de hoofdstad van het district Kangra. Tijdens de winter wordt het bestuur twee maanden verplaatst naar Tapovan.

## Boeddhisme en hindoeïsme

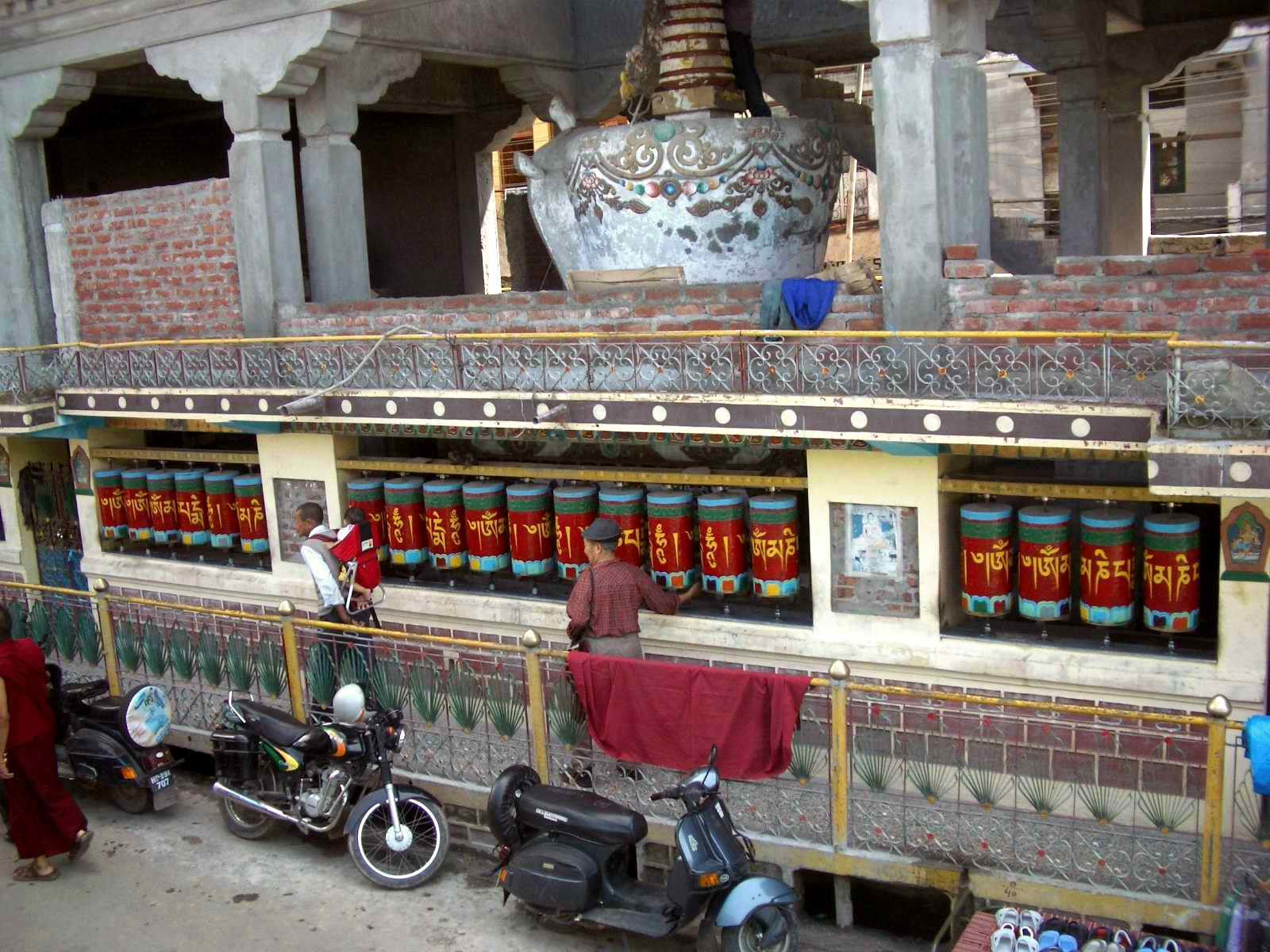
Stoepa in Dharamsala

Dharamsala heeft een lange verbintenis met het boeddhisme en er zijn in het verleden veel kloosters gesticht. In de 8e eeuw zijn de kloosters in verval geraakt, waardoor het hindoeïsme weer de belangrijkste godsdienst werd. De lokale hindoeïstische gaddi's en gurka's aanbidden veel goden en godinnen, waaronder vooral Durga en Shiva.
In de 19e eeuw nam de immigratie van Boeddhistische Tibetanen naar het gebied weer toe en kwamen vooral in grote aantallen sinds de komst van de dalai lama na 1959. In de regio zijn afwisselend hindoeïstische tempels en boeddhistische tempels te zien.

## Economie, toerisme en entertainment
In het gebied wordt voornamelijk rijst, tarwe en thee verbouwd en verder is toerisme een belangrijke bron van inkomsten in Dharamsala.
De plaats wordt vooral bezocht vanwege het natuurschoon van de Himalaya en de Tibetaans boeddhistische en politieke betekenis van de dalai lama. Met hem kwamen ook Tibetaanse ambachten, kunst en cultuur naar het gebied, zoals thangka's en mandala's.
Naast McLeod Ganj bevinden zich in Dharamsala de volgende toeristische bezienswaardigheden:
- De tempels Adi Shakti, Brajeshwari, Indru Nag en Marsur
- De meren Kareri en Lam Dal
- De forten in Nurpur en Purana Kangra.
- De dorpen Dari, Haripu, Khaniyara, Machhrial, Sidhbari en Tatwani
- Yol Cant (golfbaan)
- Triund (2.975 m)
- Dharamkot (2.100 m)
- Aghanjar Mahadev
- Bhagsunath
- Chamunda Mandir
- Chinmaya Tapovan
- Kunal Pathri
- Narghota
- Trilokpur

Sinds 2002 wordt er jaarlijks in Dharamsala de schoonheidswedstrijd Miss Tibet gehouden. De winnares gaat sinds 2006 door naar de verkiezing van Miss Earth. In juli 2005 moest Miss Tibet 2004 Tashi Yangchen zich onder druk van China terugtrekken uit de competitie van Miss Tourism in Maleisië.